# Notopterygium
Notopterygium là chi thực vật có hoa trong họ Apiaceae.